# Culture du Nicaragua

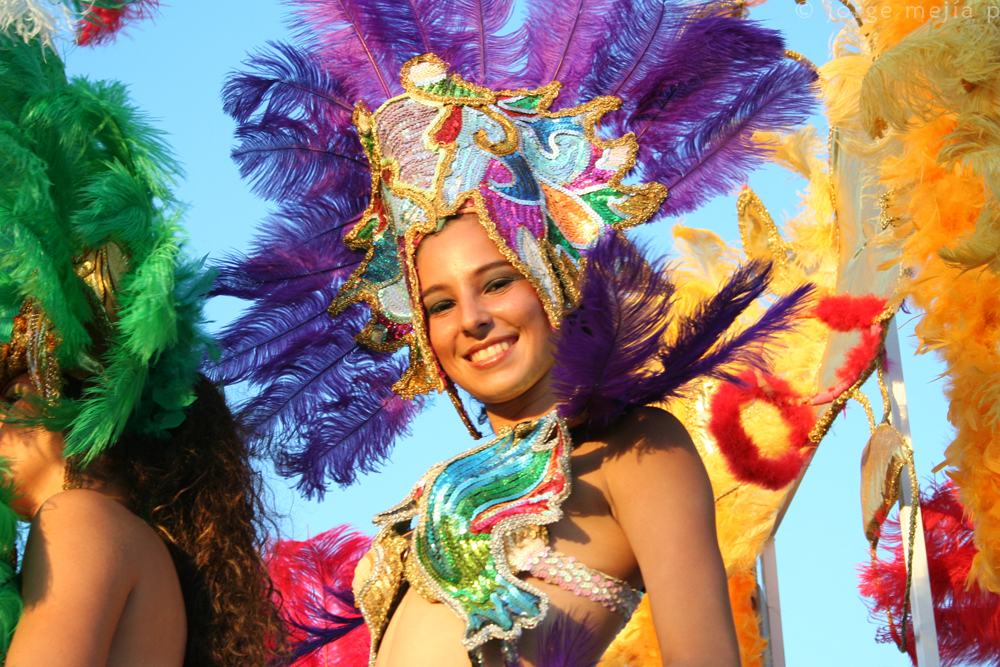
Carnaval à Managua

La culture nicaraguayenne, ou culture du Nicaragua, pays d'Amérique centrale, façades atlantique et pacifique, désigne d'abord les pratiques culturelles observables de ses habitants (6 200 000, estimation 2017, pour deux millions vers 1965).

## Langues et peuples
- Langues au Nicaragua, Langues du Nicaragua, espagnol castillan (91 %), espagnol nicaraguayen ou Nicañol
- et une dizaine de langues indigènes dont principalement les langues misumalpanes (miskito, sumu (ulwa, mayangna), matagalpa)
  - Chorotega, rama, Idioma sutiaba (es), Idioma sumo (es), garifuna
- Aire linguistique mésoaméricaine, Langues mésoaméricaines, Langues amérindiennes
- Groupes ethniques au Nicaragua :
  - Awas Tingni (en) (2 400), Ramas (4 000), Sumu (en) (10 000), Miskito (120 000), Matagalpa (15 000), Ulwa (700), Sutiva (20 000), Chorotega (46 000), Nicarao (11 000)
  - Afro-Nicaraguayens (en), dont créoles et garifuna (9 %),
  - Descendants de Chinois
  - Descendants de blancs (d'origine anglaise, allemande, italienne, française, portugaise, juive, palestinienne, etc)
- Métis (65-75 %), amérindiens (3-6 %), noirs (8-10 %), blancs (15-20 %)
- Démographie du Nicaragua
- Diaspora nicaraguayenne (en)
- Immigration au Nicaragua (en)
- Groupes ethniques d'Amérique centrale

## Tradition

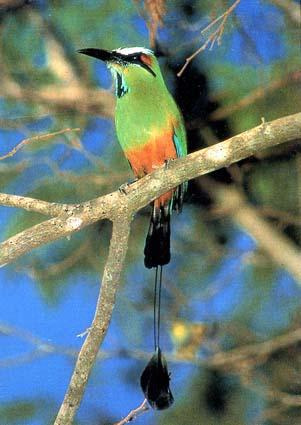
Motmot à sourcils bleus

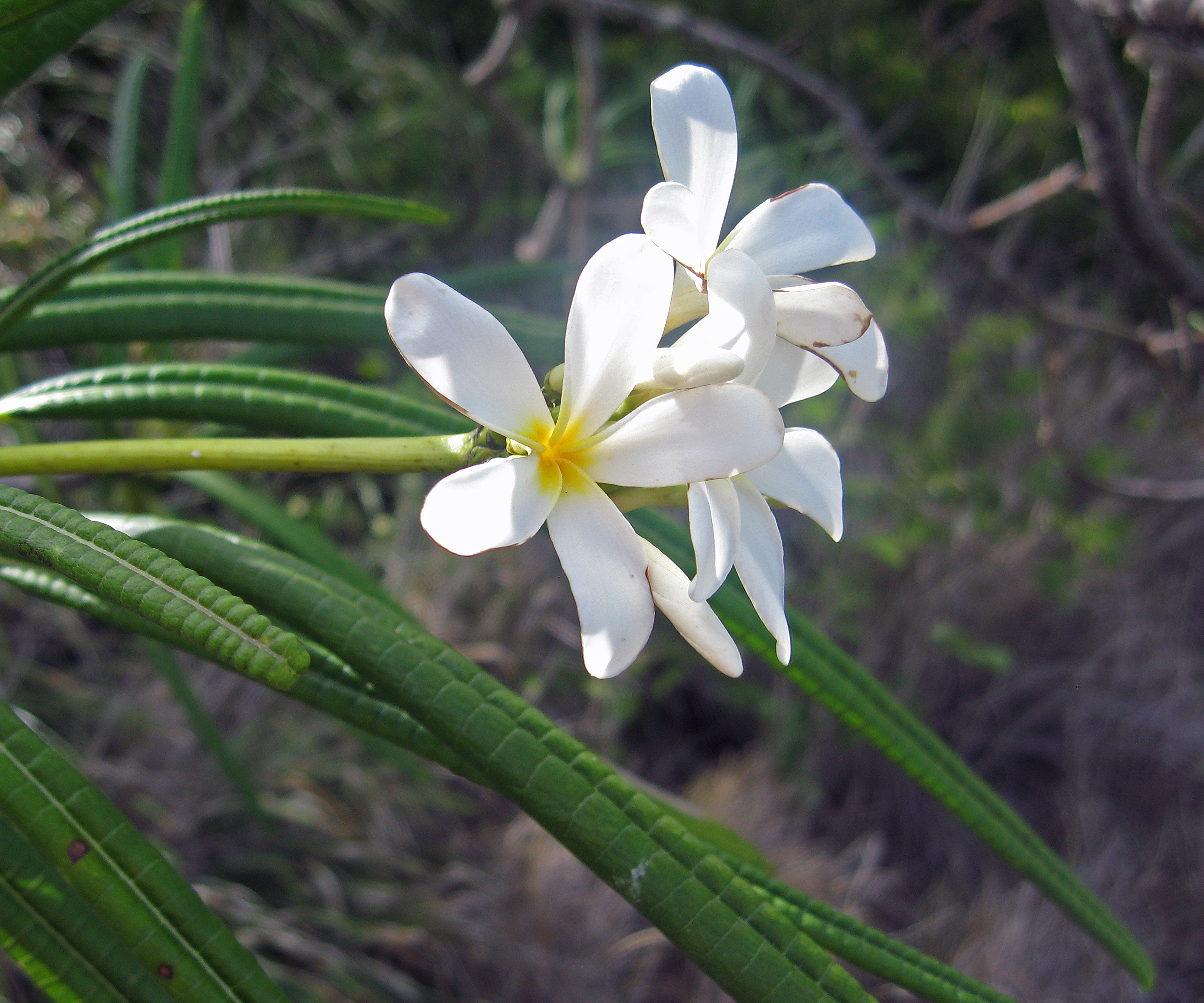
Plumeria alba

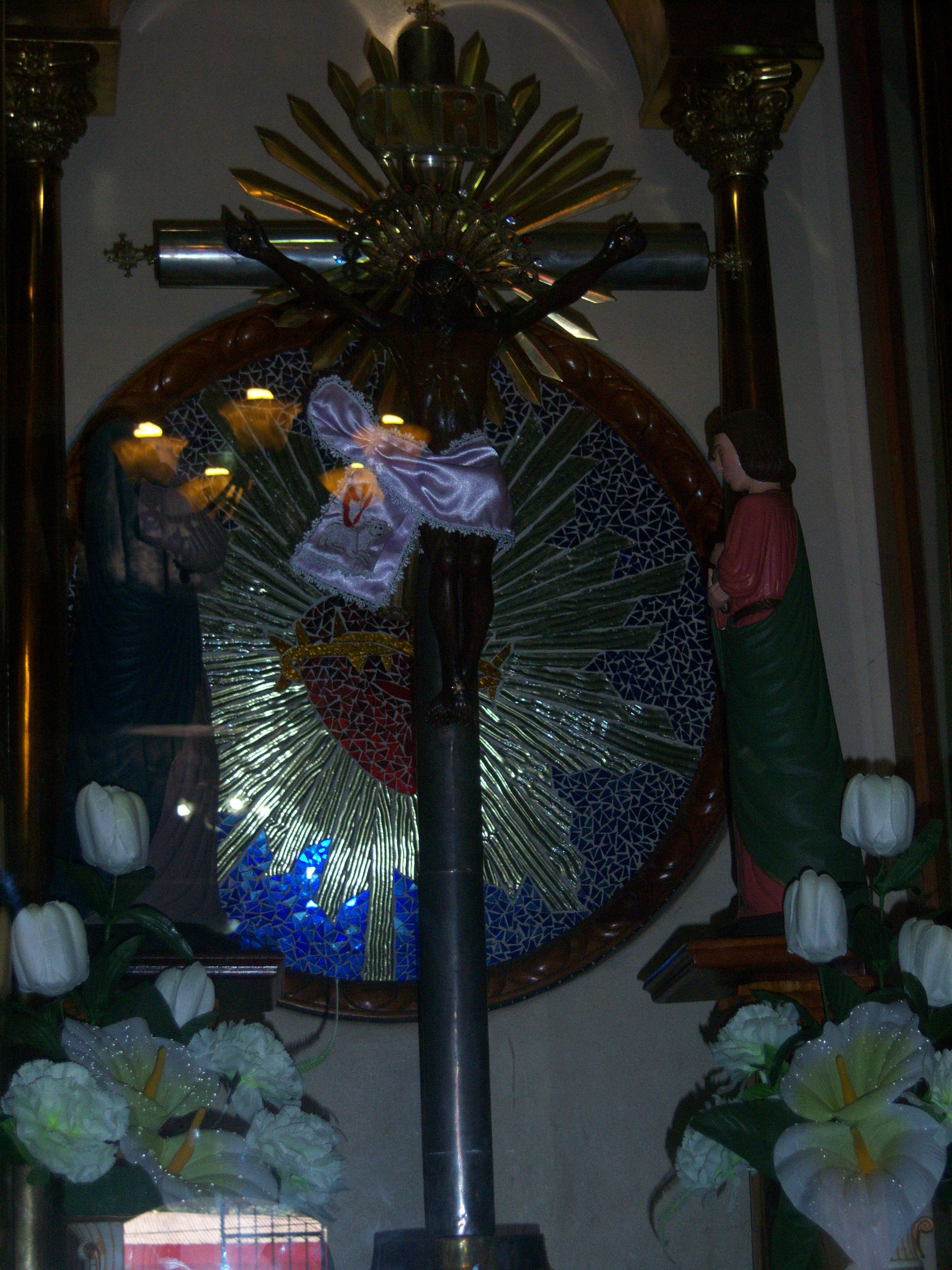
Señor de los Milagros de El Sauce

### Religion
- Religion au Nicaragua (es), De la religion au Nicaragua
- Christianisme (85-90 %)
  - Église catholique au Nicaragua (en) (48-55 %)
  - Protestantismes, dont Frères moraves, Mormons, Évangélisme, Témoins de Jéhovah... (37-40 %)
- Autres
  - Agnosticisme, irréligion, athéisme, etc (10-13 %)
  - Autres spiritualités (3 %), dont
    - Bouddhisme au Nicaragua (en) (50 000)
    - Islam au Nicaragua (en) (1 500)
    - Judaïsme (100 ?)
- Religion en Amérique latine
- Histoire des Juifs au Nicaragua

### Symboles
- National symbols of Nicaragua (en)
- Armoiries du Nicaragua
- Drapeau du Nicaragua
- Hymne national : Salve a ti (Salut à toi !) (1939)
- Devise nationale : En Dios Confiamos (In God We Trust, Nous croyons en Dieu)
- Emblème végétal : Plumeria alba
- Emblème animal : Motmot à sourcils bleus
- Saint patron (chrétien) par pays (en) : Jacques de Zébédée
- Couleurs nationales :
- Plat national : Gallo pinto, Churrasco
- Poète national : Rubén Darío
- Bonnet phrygien

### Croyances
- Folclore de Nicaragua
- Leyendas de Nicaragua
- Le Masque du diable, recueil de mythes, légendes et contes[1]
- Contes et légendes[2]
- Mocuana (es)
- Cadejo
- Cegua (es)
- Mona
- Torovenado (es)
- Arrechavala
- Musée des légendes et traditions

### Fêtes
- Public holidays in Nicaragua (en)
- Celebración de la Semana Santa en Nicaragua (es)
- Señor de los Milagros de Esquipulas de El Sauce
- Fiesta de los Agüizotes (es)

## Vie sociale
- Nicaragüenses por actividad
- Sociedad de Nicaragua, Nicaraguan society
- Démographie du Nicaragua
- Immigration au Nicaragua

### Éducation
- Education in Nicaragua (en)
- List of universities in Nicaragua (en)

### Droit
- Trafic d'êtres humains au Nicaragua (en)
- Droits LGBT au Nicaragua
- Sur le site d'Amnesty International

### État
- Histoire du Nicaragua, Politique au Nicaragua
- Massacres au Nicaragua
- Guerres au Nicaragua
- List of wars involving Nicaragua (en)
- 2014–16 Nicaraguan protests (en)
- Territorial disputes of Nicaragua (en)

## Arts de la table

### Cuisine
- Cuisine du Nicaragua

## Santé
- Système de santé au Nicaragua (en)
- HIV/AIDS in Nicaragua (en)
- Abortion in Nicaragua (en)
- Water supply and sanitation in Nicaragua (en), Agua potable y saneamiento en Nicaragua (es)
- Pandemia de gripe A (H1N1) de 2009-2010 en Nicaragua (es)

## Sport
- Sport au Nicaragua (à créer), Sport au Nicaragua (rubriques)
- Ultramaratón Fuego y Agua (en)
- Nicaragua aux Jeux olympiques
- Nicaragua aux Jeux paralympiques
- Nicaragua aux Deaflympics
- Jeux d'Amérique centrale et des Caraïbes
- Juegos Deportivos Centroamericanos (es)
- Jeux panaméricains, Jeux bolivariens
- Jeux mondiaux

### Arts martiaux
- Liste des arts martiaux et sports de combat
- Boxe, Karaté, Judo
- Art martiaux (version espagnole)

## Média
- Media of Nicaragua (en), Telecommunications in Nicaragua (en)
- Medios de comunicación en Nicaragua (es)
- Sélection de médias nicaraguayens[3]
- Liberté de la presse au Nicaragua[4]

### Presse écrite
- Liste de journaux au Nicaragua
- Prensa en Nicaragua (es)

### Radio
- List of radio stations in Nicaragua (en)

### Télévision
- Liste de stations de télévision au Nicaragua (en)
- Television in Nicaragua (en)

### Internet (.ni)
- Internet au Nicaragua[5]

## Littérature
- Littérature nicaraguayenne (es) (à créer)
- Écrivains nicaraguayens
- Rubén Darío (1867-1916), Thanatopía (es) (1893)
- Festival Internacional de Poesía de Granada (Nicaragua) (es)

## Artisanat
- Arts appliqués, Arts décoratifs, Arts mineurs, Artisanat d'art, Artisan(s), Trésor humain vivant, Maître d'art
- Artisanats par pays

Les savoir-faire liés à l’artisanat traditionnel relèvent (pour partie) du patrimoine culturel immatériel de l'humanité. On parle désormais de trésor humain vivant.
Mais une grande partie des techniques artisanales ont régressé, ou disparu, dès le début de la colonisation, et plus encore avec la globalisation, sans qu'elles aient été suffisamment recensées et documentées.

## Arts visuels
- Arts visuels, Arts plastiques, Art brut, Art urbain
- Liste d'artistes latino-américains (en)
- Art latino-américain
- Art au Nicaragua
- Artistes nicaraguayens
- Casa de los tres mundos (es)

### Peinture
- Peinture du Nicaragua
- Peinture murale[6], Alejandro Arostegui (es) (1935-)
- Peinture naïve ou primitiviste, Manuel García Moia (es) (1936-)

### Sculpture
- Sculpture, Sculpture par pays
- Peintres nicaraguayens
- Sculpteurs nicaraguayens

### Architecture
- Architecture au Nicaragua (à créer)
- Arquitectura de Nicaragua
- Architecture traditionnelle
- Architecture colonaile
- Architecture actuelle

## Arts de scène
- Spectacle vivant, Performance, Art sonore
- Catégorie:Arts de performance par pays

### Musique

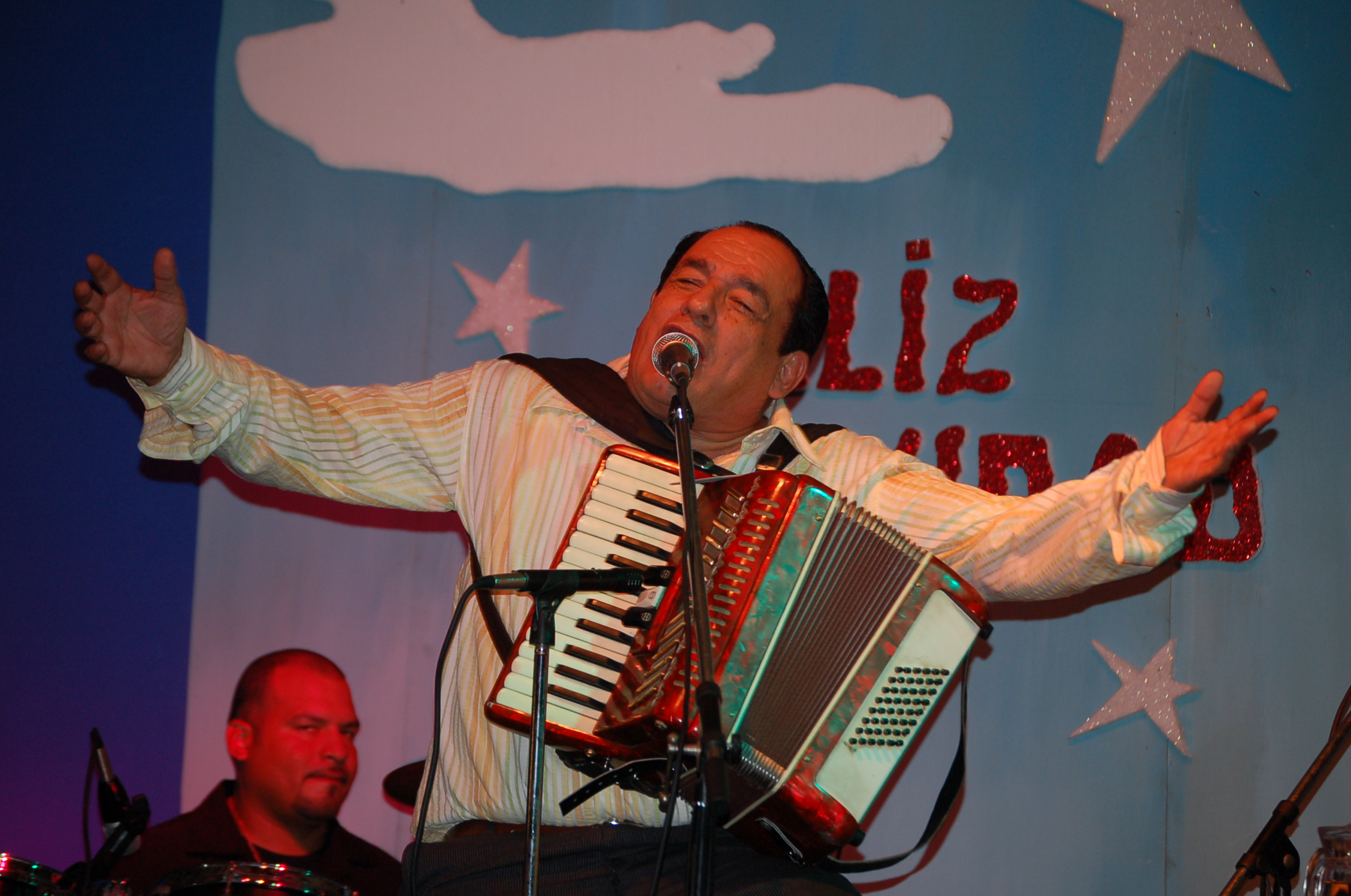
Carlos Mejia Godoy, musicien et compositeur

- Musique nicaraguayenne, Musique nicaraguayenne
- Music of Nicaragua (en), Música de Nicaragua (es)
- Instruments typiques d'Amérique centrale : Chirimía, Marimba, Marimba de arco (es), Violín de talalate (es)
- Compositeurs nicaraguayens, dont José de la Cruz Mena
- Teatro Nacional Rubén Darío (es)
- Misa Popular Nicaragüense (es) (1968)
- Misa Campesina Nicaragüense (es) (1975)
- Polka norteña nicaragüense (es), Jamaquello, Son nica (es)
- Hunguhungu (es)
- Chanteurs du Nicaragua, dont Luis Enrique…

La musique du Nicaragua est un mélange de l’influence indigène et européenne, particulièrement espagnole. Parmi les instruments musicaux on retrouve le marimba ainsi que d’autres instruments communs en Amérique centrale, cependant, le marimba du Nicaragua se distingue par la manière d’en jouer. Il est habituellement accompagné par le violon, la guitare et la guitarrilla (une petite guitare ressemblant à la mandoline). Jouée lors d'évènements sociaux, elle est utilisée comme musique de fond. La côte caribéenne du Nicaragua est réputée pour sa danse animée et sensuelle nommée Palo de Mayo, populaire à travers le pays. Elle est particulièrement sonore et célébrée durant le festival de Palo de Mayo en mai. Un autre type de musique populaire appelée Punta provient de la communauté des Garifunas.

### Danse
- Dance in Nicaragua (en)
- Palo de Mayo (en) (Arbre de mai)
- Güegüense
- Los Mantudos (es)
- Los Chinegros (es)
- Danses actuelles

### Théâtre
- Teatro de Nicaragua
- Dramaturges du Nicaragua
  - José Coronel Urtecho, Pablo Antonio Cuadra, Gloria Elena Espinoza de Tercero, Joaquín Pasos, Francisco Quiñones Sunsín, Rolando Steiner
- Salles : Rubén Darío National Theater, Victor Romeo Theater, Justo Rufino Garay Theater[7]
- Güegüense[8]
- Théâtre d'intervention sociale[9]
- Synthèse sur les arts de performance au Nicaragua[10]

### Cinéma
- Cinéma nicaraguayen, Liste de films nicaraguayens
- Liste des salles de cinéma au Nicaragua (en)
- Réalisateurs nicaraguayens  Rossana Lacayo (en) (1956-), Frank Pineda (en) (1956-)
- List of Latin American films (en)
- Liste de films caribéens

### Autres scènes: marionnettes, mime, pantomime, prestidigitation
arts de la rue, arts forains, cirque, théâtre de rue, spectacles de rue, arts pluridisciplinaires, performances manquent encore de documentation pour le pays…
Dans le domaine de la marionnette, on relève Arts de la marionnette au Nicaragua sur le site de l'Union internationale de la marionnette (UNIMA).

### Autres
- Vidéo, Jeux vidéo, Art numérique, Art interactif
- Culture alternative, Culture underground

## Tourisme
- Tourisme au Nicaragua (en) (à créer)
- Attractions touristiques au Nicaragua
- Conseils aux voyageurs pour le Nicaragua
  - France Diplomatie.gouv.fr
  - Canada international.gc.ca
  - CG Suisse eda.admin.ch
  - USA US travel.state.gov

## Patrimoine

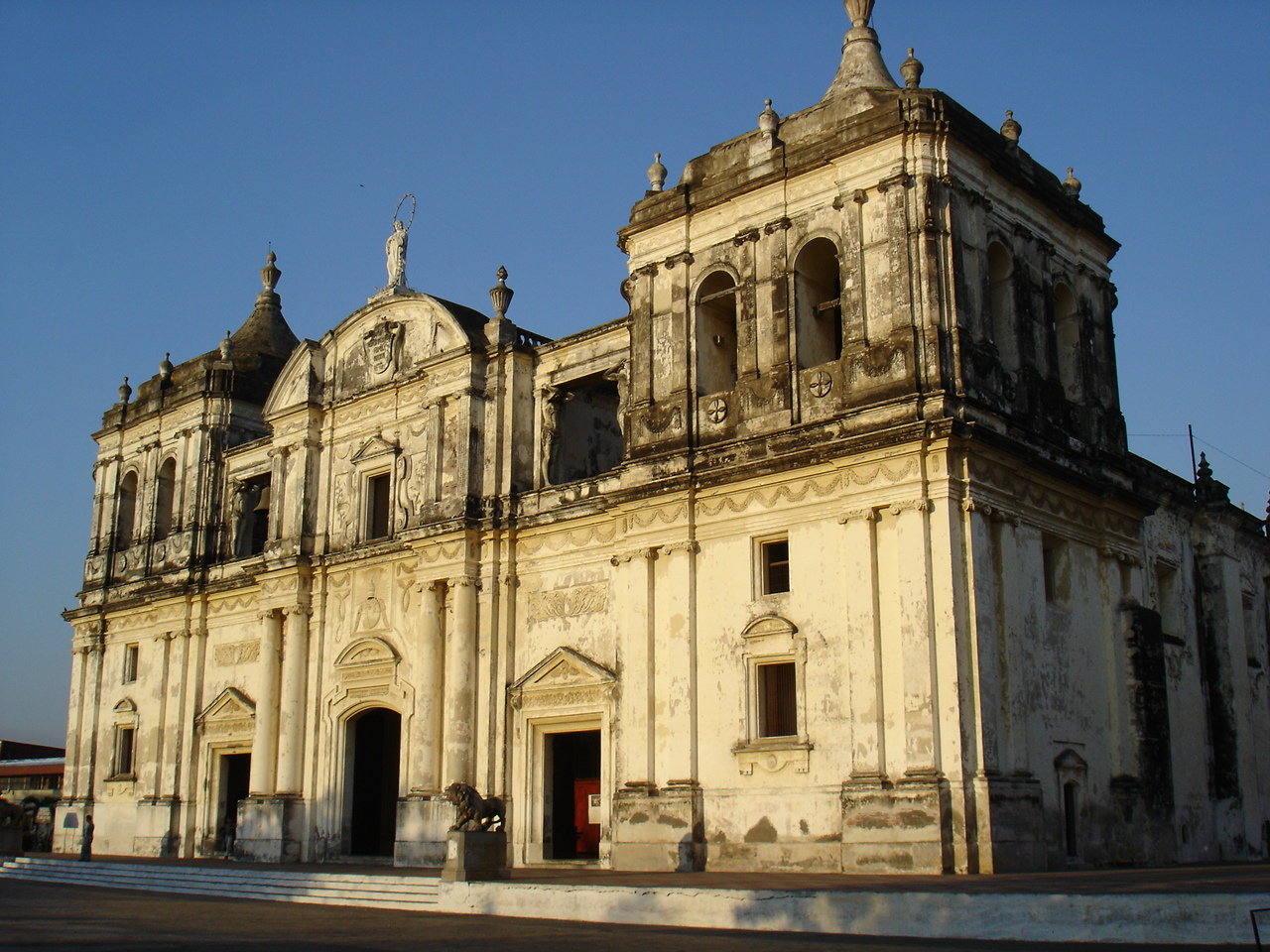
Cathédrale de León

### Musées et autres institutions
Voir Liste de musées au Nicaragua (en).

### Liste du Patrimoine mondial
Le programme Patrimoine mondial (UNESCO, 1971) a créé une liste du patrimoine mondial au Nicaragua.

### Liste représentative du patrimoine culturel immatériel de l’humanité
Le programme Patrimoine culturel immatériel (UNESCO, 2003) a inscrit dans sa liste du patrimoine culturel immatériel de l'humanité au Nicaragua :
- 2008 : La langue, la danse et la musique des Garifunas[11],
- 2008 : El Güegüense[8].

### Registre international Mémoire du monde
Le programme Mémoire du monde (UNESCO, 1992) a inscrit dans son registre international Mémoire du monde (au 15 janvier 2016) :
- 2007 : Croisade Nationale d'Alphabétisation[12].

### Filmographie
- La tierra quieta, film de Rubén Margalló, Bibliothèque publique d'Information, Centre Georges Pompidou, Paris, KMBO, 2013, 1 h 12 min (DVD)